# ジュネーヴ共通二条
ジュネーヴ共通二条は、ジュネーヴ諸条約の共通条項である第二条。

## 条文
第二条〔戦争以外の武力紛争及び占領における適用、総加入条項の排除〕
平時に実施すべき規定の外、この条約は、二以上の締約国の間に生ずるすべての宣言された戦争またはその他の武力紛争の場合について、当該締約国の一が戦争状態を承認するとしないと問わず、適用する。
この条約は、また、一締約国の領域の一部又は全部が占領されたすべての場合について、その占領が武力抵抗を受けると受けないとを問わず、適用する。
紛争当事国の一がこの条約の締約国でない場合にも、締約国たる諸国は、その相互の関係においては、この条約によって拘束されるものとする。更に、それらの諸国は、締約国でない紛争当事国がこの条約の規定を受諾し、且つ、適用するときは、その国との関係においても、この条約によって拘束されるものとする。